# Apatelodes striata
Apatelodes striata is een vlinder uit de familie van de Apatelodidae. De wetenschappelijke naam van de soort is voor het eerst geldig gepubliceerd in 1906 door Herbert Druce.